# Kot, Ig
Kot este o localitate din comuna Ig, Slovenia, cu o populație de 106 locuitori.